# Margarita Vargas López
Margarita Virginia Vargas López (Puerto Edén, 30 de octubre de 1969) es una ingeniera, política y activista chilena de origen kawésqar. En 2021, fue elegida como representante de la nación kawésqar en la Convención Constitucional. Fuera de la política, Vargas es una activista social y académica que ha escrito para El Mostrador.

## Primeros años y antecedentes familiares
Nació en la aislada comunidad de Villa Puerto Edén en la provincia de Última Esperanza. Villa Puerto Edén, conocida como Jetarkte por el pueblo Kawésqar es la localidad predilecta del pueblo kawésqar. Cuando era niña, ella y su familia vivían en un estilo de vida nómada, navegando por la isla de Wellington y sus alrededores. Desde muy joven, se identificó fuertemente con su herencia indígena, enorgulleciéndose de su origen kawésqar "a pesar de que se burlaban de nosotros cuando éramos niños", dice.
A la edad de diez años, se mudó a la sureña ciudad de Punta Arenas en busca de una educación. Estudió ingeniería en administración pública y posee un diplomado en gestión por competencias en recursos humanos.
Vargas atestigua que la dictadura militar del general Augusto Pinochet dañó al pueblo kawésqar al obligar a los miembros de la nación a dispersarse de sus territorios ancestrales. También afirmó que la asimilación forzada de indígenas chilenos resultó en una situación en la que "[nos] insertamos en un mundo occidental que no nos entendía".

Su difunta abuela, Margarita Molinari Edén, era una activista kawésqar que buscaba la preservación legal de la cultura kawésqar. Tras la muerte de Molinari en noviembre de 1999, expresó su temor de que la cultura tradicional kawésqar muriera con ella:
"El pueblo Kawésqar se va con ella, porque era la única persona que mantenía las costumbres y tradiciones de su pueblo".

## Defensa de la etnia kawésqar
Vargas continuó la defensa del legado de su abuela para que una colección de obras culturales kawésqar compiladas en 1971 recibiera protección estatal. Sin embargo, en 2018, la Corte de Apelaciones de Punta Arenas denegó la solicitud de Vargas. La mencionada batalla legal fue señalada en un artículo de 2020 publicado por la Universidad de Chile, que citó su infructuosa conclusión como ejemplo de la "imposibilidad de la tutela cautelar" presente en el derecho civil chileno.
Vargas trabajó en estrecha colaboración con la Oficina de Asuntos Indígenas en la Región de Magallanes para establecer protecciones legales para las comunidades kawésqar en Villa Puerto Edén, Punta Arenas y Puerto Natales. Además, trabajó para garantizar la protección del pueblo yagán, una nación indígena originaria de la isla Navarino.

## Carrera política
En las elecciones de convencionales constituyentes de 2021, se postuló para representar en un cupo reservado al pueblo kawésqar, junto a Lucía Uribe Caro, Leticia Caro Kogler, Felicia González Cárcamo y Celina Llan Llan Calderón. Vargas fue la elegida y asumió el cargo el 4 de julio de 2021. En el caso de los yagán, el otro territorio magallánico con asiento reservado, la elegida fue Lidia González Calderón.
Vargas ha criticado las políticas pesqueras implementadas por el gobierno chileno, que sostiene que no tienen en cuenta las tradiciones marítimas de las naciones indígenas. Asimismo se ha pronunciado a favor de la paridad de género en el gobierno, señalando que la cultura kawésqar históricamente ha enfatizado la igualdad de roles para los géneros en la vida diaria. Ha abogado por la unidad indígena, proponiendo que el pueblo kawésqar se alíe con las naciones Yagán y Selknam en particular para promover el objetivo colectivo de la autodeterminación.
El 27 de julio de 2021 fue elegida coordinadora de la Comisión provisoria de Participación y Consulta Indígena de la Convención Constitucional junto con Wilfredo Bacian. A su vez, el 2 de noviembre fue elegida como coordinadora de la Comisión de Derechos de los Pueblos Indígenas y Plurinacionalidad junto a Victorino Antilef, que renunciaría el 27 de diciembre, eligiéndose en su reemplazo a Isabella Mammani.